# Thanh Sơn, Phan Rang – Tháp Chàm
Thanh Sơn là một phường cũ thuộc thành phố Phan Rang – Tháp Chàm, tỉnh Ninh Thuận, Việt Nam.

## Địa lý
Phường Thanh Sơn nằm ở trung tâm thành phố Phan Rang – Tháp Chàm, có vị trí địa lý:
- Phía đông giáp phường Mỹ Bình
- Phía tây giáp phường Phủ Hà
- Phía nam giáp phường Kinh Dinh và phường Tấn Tài
- Phía bắc giáp phường Đài Sơn.

Phường Thanh Sơn có diện tích 1,10 km², dân số năm 2023 là 10.660 người, mật độ dân số đạt 9.690 người/km².

## Lịch sử
Dưới thời Việt Nam Cộng hòa, địa bàn phường Thanh Sơn hiện nay tương ứng với thôn Thanh Phong thuộc xã Phan Rang, quận Thanh Hải, tỉnh Ninh Thuận.
Sau năm 1975, chính quyền sáp nhập thôn Thanh Phong với thôn Đài Sơn (thuộc xã Khánh Hải) để thành lập phường Thanh Sơn thuộc thị xã Phan Rang, tỉnh Thuận Hải.
Ngày 27 tháng 4 năm 1977, Hội đồng Chính phủ ban hành Quyết định 124-CP. Theo đó:
- Giải thể thị xã Phan Rang
- Sáp nhập 6 phường: Mỹ Hương, Tấn Tài, Kinh Dinh, Thanh Sơn, Phủ Hà, Đạo Long vào huyện Ninh Hải để thành lập thị trấn Phan Rang, thị trấn huyện lỵ huyện Ninh Hải.

Ngày 1 tháng 9 năm 1981, Hội đồng Bộ trưởng ban hành Quyết định 45-HĐBT. Theo đó, tái lập thị xã Phan Rang với tên gọi mới là thị xã Phan Rang – Tháp Chàm, đồng thời tái lập phường Thanh Sơn.
Ngày 25 tháng 12 năm 2001, Chính phủ ban hành Nghị định 99/2001/NĐ-CP. Theo đó:
- Thành lập phường Đài Sơn trên cơ sở 112,97 ha diện tích tự nhiên, 5.623 người của xã Thành Hải và 13,3 ha diện tích tự nhiên, 1.352 người của phường Thanh Sơn
- Điều chỉnh 4,22 ha diện tích tự nhiên, 236 người của phường Kinh Dinh và 2,51 ha diện tích tự nhiên của phường Tấn Tài về phường Thanh Sơn quản lý.

Sau khi điều chỉnh địa giới hành chính, phường Thanh Sơn có 96,78 ha diện tích tự nhiên và 7.509 người.
Ngày 21 tháng 1 năm 2008, Chính phủ ban hành Nghị định 08/2008/NĐ-CP. Theo đó, điều chỉnh 1,03 ha diện tích tự nhiên và 6 người của xã Mỹ Hải về phường Thanh Sơn quản lý.
Sau khi điều chỉnh địa giới hành chính, phường Thanh Sơn có 99,78 ha diện tích tự nhiên và 9.663 người.
Ngày 28 tháng 9 năm 2024, Ủy ban Thường vụ Quốc hội ban hành Nghị quyết số 1198/NQ-UBTVQH15 về việc sắp xếp đơn vị hành chính cấp xã của tỉnh Ninh Thuận giai đoạn 2023 – 2025 (nghị quyết có hiệu lực từ ngày 1 tháng 11 năm 2024). Theo đó, sáp nhập toàn bộ 1,10 km² diện tích tự nhiên và quy mô dân số là 10.660 người của phường Thanh Sơn vào phường Phủ Hà.